# Bridouxia smithiana
Bridouxia smithiana é uma espécie de gastrópode  da família Thiaridae.

## Ocorrência
Pode ser encontrada nos seguintes países: República Democrática do Congo e Tanzânia.

## Habitat
Os seus habitats naturais são: lagos de água doce.